# Ундукса
Ундукса — река в России, протекает по Кемскому району Республике Карелия.
Исток — озеро Шориярви. Высота истока — 68,3 м над уровнем моря. Протекает через озёра Лещево, Магрино; принимает правый приток из Рогозера.
Пересекает железную дорогу Санкт-Петербург — Мурманск южнее станции Сиг.
Впадает в Белое море. Длина реки составляет 51 км, площадь водосборного бассейна — 276 км².
Ширина водоохранной полосы леса — 200 метров по каждому берегу реки, ширина нерестоохранной зоны леса — 350 метров.

## Данные водного реестра
По данным государственного водного реестра России, относится к Баренцево-Беломорскому бассейновому округу, водохозяйственный участок реки — реки бассейна Белого моря от западной границы бассейна реки Нива до северной границы бассейна реки Кемь, без реки Ковда. Речной бассейн реки — бассейны рек Кольского полуострова и Карелии, впадает в Белое море.
Код объекта в государственном водном реестре — 02020000712102000002162.